# Осадочная дифференциация
Осадочная дифференциация — сортировка и избирательный переход в твердую фазу растворенных и газообразных веществ в процессе переноса и осаждения осадочного материала под влиянием механических, химических, биологических и физико-химических процессов. Образовавшиеся в результате осадочные горные породы в большинстве своем отличаются от магматических и метаморфических пород более простым химическим составом, высокой концентрацией отдельных компонентов или более высокой степенью однородности частиц по размеру.

## Механическая дифференциация
Механическая дифференциация происходит в процессе транспортировки и осаждения обломков минералов, горных пород, скелетных остатков организмов и отмерших остатков растений в зависимости от их размера, формы и плотности.

## Химическая дифференциация
Химическая дифференциация — совокупность геохимических процессов, происходящих в гидросфере, приводящих к избирательному переходу растворенных веществ в твердую фазу в зависимости от изменения температуры, давления и др.

## Биогенная дифференциация
Биогенная дифференциация проявляется при осаждении растворенных и газообразных веществ благодаря жизнедеятельности организмов, строящих из них свои скелеты или накапливающих их в мягких тканях.

## Физико-химическая дифференциация
Физико-химическая дифференциация проявляется при осаждении коллоидного материала в результате укрупнения частиц при коагуляции коллоидных растворов, происходящей при смешении растворов с неодинаково заряженными частицами, повышении концентрации частиц, а также под влиянием радиоактивного излучения, изменения свойств среды и других причин.